# Sidney (Vorname)
Sidney ist ein männlicher, teilweise auch weiblicher Vorname.

## Herkunft und Verbreitung
Der überwiegend im englischen Sprachraum verbreitete Vorname Sidney war zunächst ein Nachname, der zunächst zu Ehren des englischen Politikers Algernon Sidney (1622–1683) als Vorname vergeben wurde. In den Vereinigten Staaten wurde der Name Sidney wie auch die Variante Sydney zwischen 1993 und 2019 mehr an Mädchen als an Jungen vergeben.

## Varianten
- Sydney
- Kurzform: Sid, Syd

## Namensträger
Sidney
- Sidney Altman (1939–2022), kanadischer Physiker und Biochemiker
- Sidney Bechet (1897–1959), US-amerikanischer kreolischer Sopransaxophonist und Klarinettist
- Sidney Brown (1865–1941), Schweizer Maschinenkonstrukteur und Kunstsammler
- Sidney George Brown (1873–1948), britischer Elektrotechniker und Erfinder
- Sidney Chalhoub (* 1957), brasilianischer Historiker
- Sidney Crosby (* 1987), kanadischer Eishockeystürmer
- Sidney Garcke (1885–1948), britischer Manager, Pionier des Omnibus-Gewerbes
- Sidney Gottlieb (1918–1999), US-amerikanischer Militärpsychiater und Chemiker
- Sidney Hoffmann (* 1979), deutscher Moderator und Unternehmer
- Sidney James (1913–1976), südafrikanisch-britischer Schauspieler
- Sidney Kimmel (* 1928), US-amerikanischer Filmproduzent und Geschäftsmann
- Sidney Lanier (1842–1881), US-amerikanischer Dichter und Musiker
- Sidney Luft (1915–2005), US-amerikanischer Filmproduzent
- Sidney Lumet (1924–2011), US-amerikanischer Regisseur, Drehbuchautor und Schauspieler
- Sidney Poitier (1927–2022), bahamaisch-US-amerikanischer Schauspieler
- Sidney Polak (* 1972), polnischer Rockmusiker und Schlagzeuger (Künstlername)
- Sidney Reilly (1873/74–1925), russisch-jüdischer Abenteurer und Spion
- Sidney Rosenthal (1906/07–1979), US-amerikanischer Erfinder
- Sidney Sam (* 1988), deutscher Fußballspieler
- Sidney Sheldon (1917–2007), US-amerikanischer Schriftsteller und Drehbuchautor
- Sidney Smith (1877–1935), US-amerikanischer Cartoonist
- Sidney Earle Smith (1897–1959), kanadischer Politiker
- Sidney Thomas (1850–1885), britischer Metallurg
- Sidney Peirce Waddington (1869–1953), englischer Komponist und Musikpädagoge

Sydney
- Sydney Elizabeth Agudong (* 2000), US-amerikanische Schauspielerin und Musikerin
- Sydney Anderson (Politiker) (1881–1948), US-amerikanischer Politiker
- Sydney Anderson (Zoologe) (1927–2018), US-amerikanischer Zoologe und Museumskurator
- Sydney Bromley (1909–1987), britischer Schauspieler
- Sydney Chaplin (Schauspieler, 1885) (1885–1965), britischer Schauspieler und Komiker, Halbbruder von Charles Chaplin
- Sydney Chaplin (Schauspieler, 1926) (1926–2009), US-amerikanischer Schauspieler, Sohn von Charles Chaplin
- Sydney Morris Cockerell (1906–1987), britischer Buchgestalter und Papierdesigner
- Sydney Greenstreet (1879–1954), britischer Schauspieler
- Sydney Lassick (1922–2003), US-amerikanischer Schauspieler
- Sydney Lee (1911–1986), englischer Billardspieler, Snookerschiedsrichter und Billardtrainer
- John Sydney Millar (1934–2023), nordirischer Rugby-Union-Spieler, siehe Syd Millar
- Sydney Pollack (1934–2008), US-amerikanischer Filmregisseur, -produzent und Schauspieler
- Sydney Smith (1883–1969), britischer Rechtsmediziner
- Sydney Smith (1927–2011), deutscher Autor und Lehrer
- Sydney Howard Smith (1872–1947), britischer Badminton- und Tennisspieler
- Sydney Youngblood (* 1960), in Deutschland lebender US-amerikanischer Soul-Sänger

Syd
- Syd Ball (* 1950), australischer Tennisspieler
- Syd Barrett (1946–2006), britischer Gitarrist, Sänger und Songwriter
- Syd Mead (1933–2019), US-amerikanischer Designer
- Syd Millar (1934–2023), nordirischer Rugby-Spieler
- Syd Butlin (1910–1976), australischer Wirtschaftswissenschaftler und -historiker, siehe Sydney James Butlin

## Namensträgerinnen
Sidney / Sydney
- Sydney Chandler (* 1996), US-amerikanische Schauspielerin
- Sidney Hartwig (* 1987), deutsche Schauspielerin
- Sydney LaFaire (* 1987), in Deutschland lebendes US-amerikanisches Model und Schauspielerin
- Sydney Lohmann (* 2000), deutsche Fußballspielerin
- Sydney McLaughlin (* 1999), US-amerikanische Leichtathletin (400-Meter-Hürdenlauf)
- Sydney Payne (* 1997), kanadische Ruderin, 2021 Olympiasiegerin im Achter
- Sydney Penny (* 1971), US-amerikanische Schauspielerin und Filmproduzentin
- Sydney Tamiia Poitier (* 1973), US-amerikanische Schauspielerin
- Sidney Powell (* 1955), US-amerikanische Juristin und Anwältin
- Sydney Sweeney (* 1997), US-amerikanische Schauspielerin

## Nachweise
1. ↑  https://www.behindthename.com/name/sidney